# First Time (Morning Musume)
First Time (ファーストタイム) è il primo album in studio del gruppo femminile giapponese Morning Musume, pubblicato nel 1998.

## Tracce
1. Good Morning – 4:07
2. Summer Night Town (サマーナイトタウン) – 3:48
3. Dō ni ka Shite Doyōbi (どうにかして土曜日) – 3:42
4. Morning Coffee (モーニングコーヒー) – 4:31
5. Yume no Naka (夢の中) – 5:00
6. Ai no Tane (愛の種) – 4:13
7. Wagamama (ワガママ) – 4:59
8. Mirai no Tobira (未来の扉) – 4:11
9. Usotsuki Anta (ウソつきあんた) – 4:02
10. Samishii Hi (さみしい日) – 4:33